# Jean-Henri Regnier-Poncelet
Jean-Henri Regnier-Poncelet (1800-1873) est un ancien apprenti qui a rapidement fait preuve de capacités lui permettant de devenir un  industriel belge reconnu. Il était établi à Liège. 
Il a notamment dirigé la seule fabrique d'acier du pays, fondée par son beau-père Jean-Nicolas Poncelet, ancien directeur de l'établissement de l'abbé Dony, puis pour avoir créé et dirigé la société de Saint-Léonard qui construisait notamment des locomotives à vapeur dont certaines sont sauvegardées et roulent toujours dans le cadre de chemins de fer touristiques.

## Biographie
Jean-Henri Regnier est né le 16 avril 1800 au hameau de Forge Thiry-lez-Theux. Ses parents sont J. B. Regnier (cultivateur) et Judith Orban. Il entreprend une formation professionnel en débutant comme apprenti à la manufacture de Raymond de Biolley, sur la commune de Verviers, avant de parfaire sa formation, toujours dans le cadre d'un apprentissage, chez un serrurier-menuisier.
Jean-Henri Regnier commence sa carrière, en 1818, comme ouvrier chez Poncelet-Raunet à Liège. Cette entreprise, qui produit des limes et de l'acier fondu, est dirigée par Jean-Nicolas Poncelet (1763-1823), marié avec Élisabeth Raunet (veuve d'un Maître de forges de Givonne), qui entra comme directeur, en 1809, à la fonderie de zinc de Jean-Jacques Dony (dit l'abbé Dony). Deux ans plus tard, en 1820, Regnier va à Utrecht avec pour « charge les équipements des ateliers » de la Monnaie royale des Pays-Bas. Revenu à Liège, il est domicilié au « 610 de la rue Saint-Léonard »  lorsqu'il se marie le 9 août 1821 avec Galatée Raunet, la fille de son patron. Il devient ensuite le directeur de l'entreprise, dont le secteur de production d'acier est alors la seule aciérie de Belgique (elle le restera jusqu'en 1839), qui emploie quelque 80 ouvriers. un autre établissement est ouvert à Aix-la-Chapelle. 
Lorsque survient le décès de son beau-père, en 1823, l'entreprise emploie 130 ouvriers. Pour reprendre l'entreprise Regnier trouve des associés, il signe un contrat d'association avec : Charles Desoer pour la gestion de l'entreprise et J. A. Donnéa et Joseph Cajot pour leur apport financier. En 1825, Regnier-Poncelet et Desoer créent une fabrique d'acier, de limes et de tondeuses à Cracovie et cette même année « Renier-Poncelet », le 27 mai, achète des terrains au n°1 de la rue Saint-Léonard pour y installer de nouveaux ateliers « pour la fabrication de l'acier, limes et outils ».
En 1836, Regnier-Poncelet est l'un des quinze membres de la Chambre de commerce et des fabriques de Liège
Jean-Henri Regnier-Poncelet meurt à Chalsèche-lez-Pepinster le 2 décembre 1873.

## Hommage
Une rue de Liège porte son nom : rue Regnier-Poncelet.